# Henri Cleenewerck
Henri Cleenewerck (Watou, 17 september 1818 – Brussel, 31 maart 1901) was een Belgisch landschapschilder die eigentijdse Amerikaanse landschapsthematiek in België introduceerde.

## Biografie
Cleenewerck was een van de tien kinderen van de gareelmaker Xaverius-Domenicus Cleenewerck en Sophie-Victoire Cnaepelynck. Hij groeide op in Watou in een milieu van lederbewerkers. Cleenewerck vervulde vanaf 1837 zijn dienstplicht bij het Eerste Linieregiment. Hij kreeg tussen 1840 en 1845 zijn opleiding aan de École de Dessin et d’Architecture in Poperinge (avondschool) en aan de Academie in het nabije Ieper.
De vroegst bekende tentoonstelling waaraan hij deelnam was in 1843 te Ieper. In 1845 exposeerde hij er opnieuw, nu in de "Tuindagtentoonstelling", met onder meer een Winterlandschap. Dit en de andere vroege werken lagen in de trant van de eigentijdse Kortrijkse landschapsschool met mensen als Jean-Baptiste De Jonghe, Louis-Pierre Verwee .
Kort voor of in 1846 moet hij samen met twee van zijn broers Cesar (zadelmaker) en Desiré (schildersknecht) op reis geweest zijn in Duitsland. De aanleiding voor deze reis is niet bekend. In de werken die hij in de daaropvolgende jaren tentoonstelde vinden we dan ook Duitse themas: Een vallei in het Zwarte Woud (Salon 1848, Brussel) en Omgeving van Frankfurt am Main (Salon 1849, Antwerpen). In de Salon van 1850 in Brugge toonde hij een Landschap in de Ardennen. Het was een landschap bij ondergaande zon met schapen op weg naar de stal en met een herderin te paard.
Dit Duitse verblijf is slechts de start van een onwaarschijnlijke reeks reizen, verhuizingen en langdurige verblijven in het buitenland, waarvan de drijfveren onbekend zijn.
In de periode 1848-1850 woonde Cleenewerck in Leuven.

### Verenigde Staten
Tussen 1850 en 1854 leefde Cleenewerck in de Verenigde Staten. Wat hem tot deze ingrijpende beslissing bracht is onbekend. Mogelijk had Cleenewerck geen andere reden dan die van de meeste migranten – armoede in België en toekomstmogelijkheden in de Verenigde Staten.
In de periode waarin Cleenewerck in de Verenigde Staten verbleef was daar reeds een zekere traditie van eigen landschapschilderkunst. Belangrijke Amerikaanse landschapschilders uit die tijd waren onder andere Asher Durand (1796-1886), Martin Heade (1819-1904), John Kensett (1816-1872) en Frederic Church (1826-1900).
Het vroegst bekende Amerikaanse werk van Cleenewerck is Indianen jagend op herten uit 1854.
Cleenewerck was dus in de Verenigde Staten ten tijde van de Amerikaanse Burgeroorlog. In 1860 was hij blijkbaar werkzaam in Savannah (Georgia). Hij maakte in dat jaar een tekening van het moment waarop in Savannah voor het eerst de confederale vlag werd gehesen. Het is onbekend of Cleenewerck zelf getuige van deze gebeurtenis was. De tekening werd in litho omgezet door R.H. Howell en heeft nu nog symboolwaarde voor de lokale geschiedenis.
De Daily Morning News, een dagblad uit Savannah, vermeldde Cleenewerck in de nummers van 8 maart, 7 mei en 19 juni 1860. In het maartnummer werd hij geprezen als een van de beste landschapschilders van het land en werd vermeld dat hij recent twee landschappen met gezichten op Bonaventure Cemetary had voltooid. Zijn adres wordt er vermeld als Broughton Street, between Bull and Whitaker. Het mei-nummer spreekt van een tentoonstelling van die twee Bonaventure-landschappen in de Armory Hall in Savannah. Het juli-nummer vermeldt de verkoop van het schilderij Vallei van de Mohawk aan ene Edward Paddford Sr.

### Cuba
Na zijn verblijf aan de Oostkust van de Verenigde Staten reisde hij verder naar Cuba, waar hij een geëerd schilder was. Het is bekend dat hij in 1865 in de noordwestelijke provincie Matanzas verbleef. Er zijn landschappen bekend met gezichten op de rivier Canimar en in San Antonio de los Banos. Ook schilderde hij de jungle. Deze laatste schilderijen, vol exotisme, worden tot de meest karakteristieke werken van Cleenewerck gerekend – enigszins ten onrechte omdat zijn landschapsthematiek veel ruimer is.
In 1868 verliet hij Cuba bij het uitbreken van de Cubaanse Onafhankelijkheidsoorlog en keerde hij terug naar de Verenigde Staten. Op 27 augustus 1868 werd hij in New York tot Amerikaans staatsburger genaturaliseerd. Kort daarna al moet Cleenewerck naar Europa teruggekeerd zijn.

### Europa
Hij nam deel aan de Salon 1869 in Paris en ook aan die van Brussel in 1872 met Landschap in de omgeving van München. Zijn adres was toen Gabelberger Strasse 27 in München. In de Brusselse Salon 1878 exposeerde hij Avond in Antibes en Ochtend in Antibes. In de catalogus van deze tentoonstelling wordt als zijn verblijfplaats Poperinge vermeld.

### San Francisco
In 1879 keerde Cleenewerck terug naar Amerika, waar hij in San Francisco ging wonen. Hij bleef daar zo’n drie jaar, en woonde er op de bovenverdieping van het Chamberlain House, hoek Stockton Street en Bush Street. In die periode kwam het tot een hechte vriendschap met de lokale landschapschilder William Keith. Keith, die bemiddeld was, bezocht Cleenewerck later zelfs nog eens thuis te Brussel.
In 1882 nam Cleenewerck deel aan de tentoonstelling van de National Academy in New York met Yosemite Trail. In de zomer 1882 verbleef hij in de staat Colorado waar hij tal van schetsen maakte.
Alvorens in 1883 terug naar België te keren, organiseerde hij via het veilinghuis Easton & Eldridge een openbare verkoop van zijn voorraad schilderijen (246 stuks), die op 1 maart 1883 plaatsvond in het lokaal van de San Francisco Art Association.
Verondersteld wordt dat hij tussen 1880 en 1900 regelmatig van Amerika naar Europa en vice versa is gereisd. In het Salon 1893 exposeerde hij nog en Yosemite Valley en Papermill Creek, maar Cleenewerck bleef onopgemerkt ondanks het uitzonderlijke van zijn thematiek;
Zijn Brusselse adressen waren achtereenvolgens Gulden Vlieslaan 105/115 (1885) en Prieelstraat (Rue du Berceau) 4 (nr. gewijzigd in 22) (1886) In 1901 overleed hij in Brussel, hoewel hij op dat ogenblik in New York was gedomicilieerd.
Cleenewerck was gehuwd met Céline-Constance Léonard (Neufchâteau, 24 juni 1853 – Brussel, 18 november 1901). Zij overleefde haar man slechts enkele maanden, en schonk een aantal schilderijen aan de Stad Poperinge. De collectie is niet meer volledig, nog steeds bewaard. De schilderijen werden in 1995 te Poperinge geëxposeerd in een retroperspectief.

## Kenmerken
Door de schaarse datering is het moeilijk de verschuivingen binnen Cleenewercks stijl te plaatsen in de tijd. Er is in elk geval een evolutie merkbaar van biedermeierachtig romantisme naar realisme en zelfs naar een vorm van pré-impressionisme. Zaken die onwillekeurig doen denken aan Franse meesters als Courbet, Corot of de meesters van de School van Barbizon. Hun werk heeft hij zeker gezien tijdens zijn korte 'Parijse periode' (1869) toen hij zelf deelnam aan het Parijse Salon. Het blijft echter goed mogelijk dat hij zo nu en dan nog naar de romantische stijl teruggreep en dus romantiek, realisme en pré-impressionisme naast elkaar bleef gebruiken. Daarmee zou Cleenewerck zeker niet alleen gestaan hebben.

## Vele spellingsvarianten van zijn familienaam
In Amerikaanse publicaties komen afwijkende schrijfwijzen van de familienaam voor: Clinewerke, Cleenercks en zelfs Cleanwork. Hij moet niet verward worden met naamgenoot-kunstschilder Henri Cleenewerck (Hazebroek, 1844-1917)

## Musea
- Havana, Museo Nacional
- Ieper, Arthur Mergelynck-museum
- Monterey, History and Art Association
- Poperinge, Stedelijke verzameling (groot ensemble).
- San Francisco, Society of California Pioneers
- Santa Cruz, City Museum
- Savannah, Telfair Academy of Arts and Sciences